# Senat der Freien Stadt Frankfurt
Der Senat der Freien Stadt Frankfurt war zwischen 1816 und 1866 das höchste Verfassungsorgan der Exekutive in der Freien Stadt Frankfurt. Er ging aus dem Rat der Reichsstadt Frankfurt hervor. Nach dem Verlust der staatlichen Souveränität erhielt die nunmehr preußische Stadt Frankfurt am Main 1867 eine Magistratsverfassung. Die administrativen Aufgaben des Senats übernahm der städtische Magistrat.

## Entstehung
Frankfurt am Main war im Heiligen Römischen Reich Reichsstadt gewesen. An der Spitze der Reichsstadt Frankfurt stand der Rat. Im  Jahr 1806 büßte die Stadt ihre Souveränität ein und wurde Teil des Fürstentums Aschaffenburg bzw. Großherzogtums Frankfurt. Nach den Befreiungskriegen erhielt die Stadt ihre Selbstständigkeit zurück und wurde als Freie Stadt Frankfurt Teilstaat des Deutschen Bundes.
Mit der Ausgliederung aus dem Generalgouvernement Frankfurt zum 1. Januar 1814 wurde die alte Verfassung wieder in Kraft gesetzt. Nach langen Verhandlungen einigte man sich 1816 auf eine neue Verfassung, die Konstitutionsergänzungsakte. Wie der Name schon andeutet, wurden viele Elemente der alten Ratsverfassung übernommen. Aus dem bisherigen Rat wurde nun der Senat.
Als Übergangsregelung wurde geregelt, dass die bisherigen Ratsmitglieder als Schöffen in den neuen Senat übernommen werden sollten. Als neue Senatoren sollten 20 Bürger (2 dritter Ordnung und 18 zweiter Ordnung; 12 davon sollten Rechtsgelehrte sein) gewählt werden. Am 26. August 1816 und den Folgetagen erfolgte diese Ergänzungswahl der neuen 20 Senatoren. Für die Mitglieder dieses ersten Senates siehe Liste der Senatoren der Freien Stadt Frankfurt 1817.
Im Spätsommer 1817 wurde dann der erste Senat gemäß Konstitutionsergänzungsakte gewählt. Für die Mitglieder dieses Senates siehe Liste der Senatoren der Freien Stadt Frankfurt 1818.

## Der Senat gemäß der Konstitutionsergänzungsakte
Der städtische Senat war die Exekutive der Freien Stadt Frankfurt und der Nachfolger des Rates der reichsstädtischen Verfassung. Wie dieser bestand er aus drei Bänken mit je 14 Mitgliedern. Anders als vor 1806 lag die Vorherrschaft aber nicht mehr bei den patrizischen Ganerbschaften, vor allem der adeligen Gesellschaften Alten Limpurg und Zum Frauenstein. Die Senatoren wurden auf Lebenszeit bestimmt.
Die erste Senatsbank war die Bank der Schöffen, zu denen auch die vier städtischen Syndici gehörten. Ihre Mitglieder ergänzten sich nach dem Prinzip der Anciennität aus der zweiten Bank, der Bank der Senatoren, die vorwiegend aus Juristen und Kaufleuten bestand. Die Dritte Bank setzte sich aus 12 zünftigen und zwei nichtzünftigen Ratsverwandten zusammen. Die Mitglieder der zweiten und dritten Bank wurden durch die Senatoren kooptiert.
Hierzu trat ein Wahlgremium aus sechs vom Senat in geheimer Wahl gewählten Vertretern (egal aus welcher Bank) und sechs Vertretern der gesetzgebenden Versammlung zusammen. Dieses Kolleg wählte in offener Wahl mit absoluter Mehrheit drei Kandidaten, welche die Wahlvoraussetzungen nach den Artikeln 6 und 19 der Konstitutionsergänzungsakte erfüllten: Die Kandidaten mussten seit mindestens 10 Jahren das Frankfurter Bürgerrecht besitzen (was den Nachweis eines Vermögens von mindestens 5000 Gulden erforderte und Angehörigen der drei christlichen Konfessionen lutherisch, katholisch oder reformiert vorbehalten war) und seit mindestens 10 Jahren ununterbrochen in Frankfurt wohnen, mindestens 30 Jahre alt sein und durften nicht in Diensten eines anderen Staates, zum Beispiel Preußens oder Österreichs, stehen. Zur Senatorenbank konnten ausschließlich „Gelehrte, Adelige, Militärpersonen, Kaufleute und andere angesehene Bürger“ gewählt werden, zur dritten Bank 12 zünftige Handwerker, wobei aus jeder Zunft nie mehr als ein Vertreter gleichzeitig im Senat sein durfte, während zwei Senatsplätze der „gesamten übrigen nichtzünftigen christlichen Bürgerschaft, ohne Berücksichtigung des Gewerbes“ vorbehalten blieben. Weitere Bestimmungen, die aus der reichsstädtischen Zeit übernommen worden waren, schlossen zudem aus, dass mit amtierenden Senatoren eng verwandte oder verschwägerte Bürger gewählt werden durften.
Unter den drei vom Wahlkollegium gewählten Kandidaten wurde darauf in einer Senatssitzung im Beisein der Delegierten der gesetzgebenden Versammlung nach dem Verfahren der Kugelung einer ausgelost und als neuer Senator alsbald verpflichtet.
Eine Trennung von Justiz und Verwaltung war in der Verfassung nicht vorgesehen. Ein Teil der Senatoren bestand aus Rechtsgelehrten. Diese waren Teil der Rechtsprechung und standen den verschiedenen Gerichten der Freien Stadt vor. Ein anderer Teil des Senates bildet den Verwaltungssenat oder Inneren Senat und leitete die Verwaltung. Der Verwaltungssenat bestand also aus den Senatoren außer den Syndici, den mit der Justizausübung beauftragten Senatoren und den sieben jüngsten Mitgliedern der dritten Bank.
Der Senat wählte ebenfalls durch Kugelung die beiden Stadtoberhäupter, den Älteren Bürgermeister (aus der Schöffenbank) und den Jüngeren Bürgermeister (aus den Senatorenbank).
Der Ältere Bürgermeister führte den Vorsitz im Senat und war Chef der auswärtigen Beziehungen sowie des Militärwesens. Der Jüngere Bürgermeister aus der Senatorenbank hatte die Leitung der Polizei, des Zunftwesens und der Bürgerrechtsangelegenheiten und war Vertreter seines Kollegen.

## Revolution von 1848
Die Märzrevolution ergriff auch die Stadt Frankfurt, hatte aber auf die Organisation des Senates keinen Einfluss. Weder wurde ein Märzministerium gebildet, noch wurde eine neue Verfassung verabschiedet (die Arbeit der Constituierenden Versammlung der Freien Stadt Frankfurt blieb folgenlos).

## Organisches Gesetz von 1855
Das Organische Gesetz von 1855 war eine Verfassungsänderung. Darin wurde der Senat auf 21 Mitglieder verkleinert, von denen 4 Handwerker waren. Die Trennung von Justiz und Verwaltung wurde umgesetzt. Die Richter wurden nun durch Senatoren und Gesetzgebende Versammlung gewählt. Die Senatsmandate in der Gesetzgebenden Versammlung (die auf 88 Mitglieder verkleinert wurde) entfielen. Die Senatorengehälter wurden deutlich (auf nun etwa 4.000 Gulden) erhöht.

## Das Ende des Senats
Nach der Annexion der Freien Stadt Frankfurt durch Preußen, erklärte General Eduard Vogel von Falckenstein den Senat am 16. Juli 1866 für aufgelöst. Er übernahm selbst die Regierungsgewalt und wies Carl Fellner und Samuel Gottlieb Müller an, ihn in der Verwaltung der Stadt zu assistieren.
Der Senat trat in einer letzten Sondersitzung zusammen und verwahrte sich in einem Beschluss gegen Annexion und Auflösung, bat aber Fellner und Müller, im Interesse der Stadt der Aufforderung nachzukommen.
Die Umsetzung der Kontributionsforderung Preußens überstieg jedoch die Möglichkeiten der so geschaffenen „Regierung der Stadt Frankfurt“. Die ehemaligen Senatoren wurde daher am Sonntag, dem 22. Juli in den Russischen Hof bestellt und zum neuen Magistrat der Stadt Frankfurt ernannt. Sie sollten als erste Amtshandlung eine Zahlung der Kontributionen veranlassen und so militärische Zwangsmaßnahmen verhindern. Fellner berief daher am 23. Juli eine außerordentliche Sitzung des Magistrats ein. Es wurde beschlossen, in einer gemeinsamen Vorlage an Bürgerrepräsentation und Gesetzgebenden Körper eine Anzahlung von 5 Millionen Gulden zu beschließen. Jedoch erklärte die Bürgerrepräsentation, sie kenne keinen Magistrat. Die Vorlage wurde ignoriert und stattdessen beschlossen, die Kontributionsleistung sei unmöglich und es solle eine bürgerliche Deputation zu Verhandlungen zum preußischen König entsandt werden.
Preußen verdoppelten daraufhin am 24. Juli die Anzahlungsforderung auf 10 Millionen, veranlasste Zwangseinquartierungen in die Häuser der Mitglieder der Bürgerrepräsentation und des Gesetzgebenden Körpers und ernannte einen preußischen Beauftragten, der die Gelder unter den Bürgern der Stadt eintreiben sollte. Fellner nahm sich am Morgen des 24. Juli das Leben.
Am 27. Juli wurde Müller vom Senat als Vorsitzender gewählt. Er trug der Gesetzgebenden Versammlung erneut die Sachlage vor. Unter dem Eindruck der preußischen Zwangsmaßnahmen beschloss diese, den Senat zu ersuchen, eine Lösung zu finden, die ein Ende der steigenden Forderungen bedeutete. Damit war der Weg für eine Zahlung von Kontributionen und Verhandlungen zwischen Müller an der Spitze einer Frankfurter Delegation mit Preußen offen. Am 18. Oktober einigte man sich auf eine Übergangsregelung. Danach sollte der Senat die Spitze der preußischen Stadt bilden. Er sollte aus 9 besoldeten und 3 unbesoldeten, auf Lebenszeit gewählten Mitgliedern bestehen.
Bis zum Inkrafttreten der preußischen Gemeindeordnung stand dieser Senat an der Spitze der Stadt. In den Beratungen zur neuen Gemeindeordnung wurde der Senat entsprechend der Bezeichnung in den anderen preußischen Städten (in der ersten Entwurfsfassung war noch von einem Senat die Rede) in Magistrat umbenannt. Ab 25. März 1867 genehmigte König Wilhelm das Gesetz und beendete die Geschichte des Frankfurter Senates.